# Canon EOS 7D
Canon EOS 7D là máy ảnh phản xạ ống kính đơn kỹ thuật số cảm biến crop cho người dùng đã có kinh nghiệm, bán chuyên, thích chụp thể thao, động vật hoang dã 17,9 megapixel  của Canon công bố ngày 1-9-2010 với giá khởi điểm $1699. Những đặc điểm nổi bật là cảm biến 18 megapixel, quay video full HD, tốc độ chụp liên tiếp đạt 8 hình/giây, ống ngắm quang học có độ phóng đại 1x và độ bao phủ 100%, hệ thống lấy nét tự động 19 điểm ngang dọc, chế độ quay phim và bộ phát Speedlite để điều khiển flash không dây.
7D được thay thế bởi 7D Mark II vào tháng 9-2014, sau hơn 5 năm ra mắt, đây là khoảng thời gian dài nhất mà 1 máy DSLR của Canon được sản xuất và thay thế bởi một máy khác.

## Đặc điểm[1]
- Cảm biến APS-C CMOS 18 megapixel
- Đôi bộ xử lý hình ảnh DIGIC 414-bit
- Chế độ Live view
- Ống ngắm quang học với độ bao phủ 100% và độ phóng đại 1.0×
- Khả năng quay video full HD 1080p ở 24p, 25p và 30p với drop frame timing
- Quay video HD 720p HD ở 50p (50 Hz) và 60p (59.94 Hz)
- Quay video SD 480p ở 50p (50 Hz) và 60p (59.94 Hz)
- Tốc độ chụp liên tiếp 8 hình/s
- Độ nhạy sáng 100–6400 (Mở rộng lên 12,800)
- Màn hình LCD 3.0-inch Clear View II 921,600 chấm
- 19 điểm lấy nét tự động dạng ngang dọc. Điểm chính giữa chính xác cao, cực nhạy ở f/2.8 hoặc lớn hơn
- Hệ thống đo sáng với cảm biến đo sáng 2 lớp 63 vùng iFCL
- Điều khiển flash không dây tích hợp
- Khung vỏ Magnesi
- Flash cóc
- Chóng thời tiết (chống nước và bụi)

### Lấy nét tự động và đo sáng
7D có 19 điểm lấy nét dạng ngang dọc xếp thành hình kim cương. Hệ thống lấy nét sử dụng 1 màn hình mờ ở trong ống ngắm. Máy sử dụng cảm biến đo sáng mới 2 lớp 63 vùng iFCL để đo sáng với 4 kiểu khác nhau: Trung bình toàn bộ, Từng vùng, Điểm, Trung bình vùng trung tâm và cho phép bù phơi sáng −5 EV đến +5 EV với bước 1/3 EV (±3 EV hiện trên ống ngắm và màn hình phụ, ±5 EV trên màn hình LCD ở sau máy). Canon thêm vào thước đo flash E-TTL II. Màn mờ ở trong ống ngắm sẽ hiển thị các đường biên và các điểm lấy nét. Như các DSLR có khả năng quay video khác, 7D có khả năng lấy nét tự động trong khi quay video. Thay vào đó, người dùng có thể sử dụng chế độ live view, lấy nét theo tương phản bằng cách nhấn nửa nút chụp hoặc nút AF-On để lấy nét vào chủ thể cần ghi hình, cũng có thể lấy nét thủ công bằng cách xoay vòng lấy nét trên thân ống kính.

### Màn trập
Tuổi thọ tối đa trên lý thuyết là 150.000 chu kỳ, thời gian phơi sáng tối thiểu đạt 1/8000 giây, tốc độ ăn đèn tối đa đạt 1/250 giây.

### Công thái học
Ngoại hình 7D được thiết kế tương tự 5D Mark II với các nút được làm nổi lên. Ống ngắm quang học có độ phóng đại 1x và độ bao phủ 100%.
7D là DSLR đầu tiên của Canon có cần gạt chuyển quay video và live view, thay cho việc xoay nút chọn chế độ chụp như 5D Mark II và 500D.

### Tốc độ

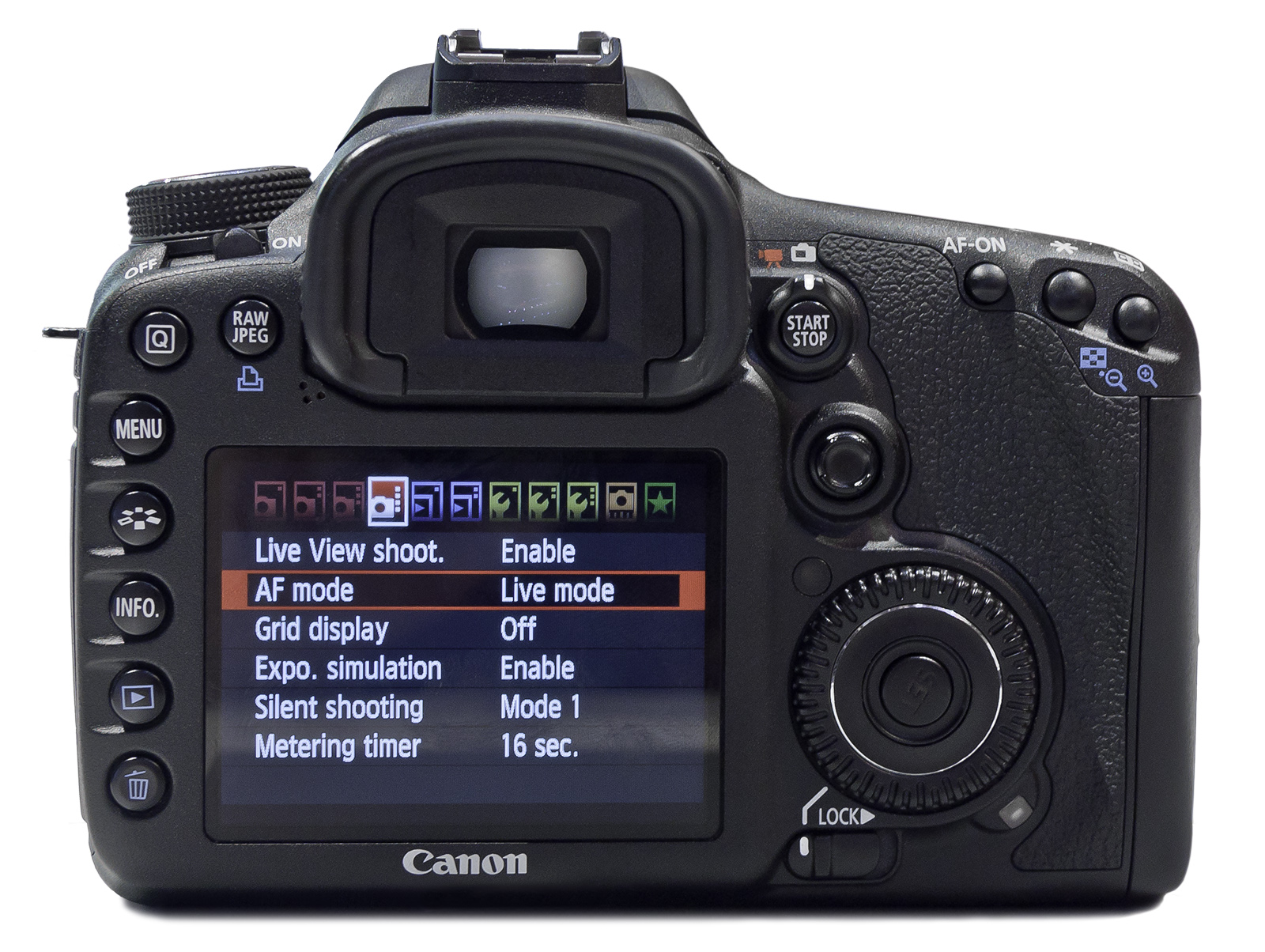
Lưng máy.

7D có đôi bộ xử lý hình ảnh DIGIC 4 và có thể đạt tới tốc độ chụp liên tiếp 8 hình/s, hệ thống lấy nét liên tục AI Servo hoạt động rất chuẩn xác. Về cơ bản, 7D không kém gì mấy so với dòng 1D. Khi máy mới ra mắt, Canon tuyên bố bộ nhớ đệm của 7D có thể chứa 94 hình JPEG chất lượng mượt và độ phân giải cao nhất, 15 hình RAW. Với firmware được cập nhật 8-2012, bộ nhớ đệm được nâng lên 130 hình JPEG chất lượng mượt, độ phân giải cao nhất và 25 RAW.

### Cập nhật firmware
Ngày 6-8-2012, firmware v2.0 được công bố
- Mở rộng bộ nhớ đệm lên tới 25 ảnh RAW
- Sửa ảnh RAW ngay trên máy
- Tự đánh sao cho ảnh
- resize ảnh JPEG trong máy
- ISO tự động tối đa (ISO 400-6400)
- Điều chỉnh mức thu âm khi quay video
- Hỗ trợ bộ thu phát GPS GP-E2
- Tùy chọn tên file
- Cài đặt múi giờ
- Faster scrolling of magnified images
- Điều khiển nhanh màn hình khi xem lại ảnh

Ngày 12-9-2012, Canon công bố firmware v2.0.3
Ngày 2-12-2013, Canon công bố firmware v2.0.5

## Phụ kiện
Theo Web của Canon, trong hộp đựng có chứa:
- Body EOS 7D
- Eyecup Eg
- Bọc máy R-F-3
- Dây đeo bản rộng EW-EOS7D có thêu chữ EOS 7D
- Sạc LC-E6
- Pin LP-E6
- Cáp AV AV-DC400ST
- Cáp IFC-200U

## Trao giải
Canon EOS 7D nhận giải DSLR cao cấp ở châu Âu 2010–2011.

## Video
7D có thể quay video với sự điều khiển từ 1 thiết bị khác. Khẩu độ và tốc độ được điều khiển thủ công, 7D cung cấp nhiều tùy chọn tốc độ ghi hình. Các video quay bởi EOS 7D với kích cỡ 1080p hay 720p bị giới hạn trong 12 phút quay, 24 phút với chuẩn chế độ VGA, phụ thuộc vào thẻ CF mà người dùng sử dụng. Thẻ nhớ lớn hơn cho phép quay video với thời lượng dài hơn và chất lượng cao hơn.